# Whiskey Lake
Whiskey Lake — кодовое название семейства процессоров восьмого поколения Intel Core. Данное семейство использует оптимизированный технологический процесс 14 нм и является эволюцией микроархитектуры Skylake, вслед за Kaby Lake Refresh и Coffee Lake. О доступности мобильных процессоров этого поколения было объявлено 28 августа 2018 года. Чипы Whiskey Lake получили первые аппаратные исправления против уязвимостей Meltdown и Foreshadow

## Процессоры

### Мобильные процессоры
| Серия        | Модель | Ядра (потоки) | Штатная частота ЦП | Турбо-частота ЦП | Турбо-частота ЦП | Турбо-частота ЦП | GPU     | Макс. частота GPU | Кэш L3 | TDP   | cTDP  | cTDP    | Цена (USD) |
| Серия        | Модель | Ядра (потоки) | Штатная частота ЦП | 1 ядро           | 2 ядра           | 4 ядра           | GPU     | Макс. частота GPU | Кэш L3 | TDP   | Макс. | Мин.    | Цена (USD) |
| ------------ | ------ | ------------- | ------------------ | ---------------- | ---------------- | ---------------- | ------- | ----------------- | ------ | ----- | ----- | ------- | ---------- |
| Core i7      | 8665U  | 4 (8)         | 1,9 ГГц            | 4,8 ГГц          | 4,7 ГГц          | 4,2 ГГц          | UHD 620 | 1150 МГц          | 8 Мб   | 15 Вт | 25 Вт | 10 Вт   | 409 $      |
| Core i7      | 8565U  | 4 (8)         | 1,8 ГГц            | 4,6 ГГц          | 4,5 ГГц          | 4,1 ГГц          | UHD 620 | 1150 МГц          | 8 Мб   | 15 Вт | 25 Вт | 10 Вт   | 409 $      |
| Core i5      | 8365U  | 4 (8)         | 1,6 ГГц            | 4,1 ГГц          | 4,1 ГГц          | 3,8 ГГц          | UHD 620 | 1100 МГц          | 6 Мб   | 15 Вт | 25 Вт | 10 Вт   | 297 $      |
| Core i5      | 8265U  | 4 (8)         | 1,6 ГГц            | 3,9 ГГц          | 3,9 ГГц          | 3,7 ГГц          | UHD 620 | 1100 МГц          | 6 Мб   | 15 Вт | 25 Вт | 10 Вт   | 297 $      |
| Core i3      | 8145U  | 2 (4)         | 2,1 ГГц            | 3,9 ГГц          | 3,7 ГГц          | -                | UHD 620 | 1000 МГц          | 4 Мб   | 15 Вт | 25 Вт | 10 Вт   | 281 $      |
| Pentium Gold | 5405U  | 2 (4)         | 2,3 ГГц            | н/д              | н/д              | н/д              | UHD 610 | 950 МГц           | 2 Мб   | 15 Вт | н/д   | 12,5 Вт | 161 $      |
| Celeron      | 4205U  | 2 (2)         | 1,8 ГГц            | н/д              | н/д              | н/д              | UHD 610 | 900 МГц           | 2 Мб   | 15 Вт | н/д   | 12,5 Вт | 107 $      |